# Fay Bainter
Fay Bainter est une actrice américaine née le 7 décembre 1893 à Los Angeles et morte le 16 avril 1968 à Los Angeles, d'une pneumonie.

## Biographie
Elle commence sa carrière de comédienne alors qu'elle n'est encore qu'une enfant de 7 ans. Elle fait joue pour la première fois sur Broadway en 1912 dans la pièce The Rose of Panama. Elle enchaîne ensuite les prestations théâtrales, apparaissant dans une vingtaine de productions entre 1916 et 1933 dont celle de East is West, pièce de théâtre de Samuel Shipman, au théâtre Astor de Broadway, à l'affiche pendant près de 2 ans.
À Hollywood, la MGM la convainc d'accepter de jouer pour la première fois au cinéma dans This Side of Heaven en 1934, alors qu'elle tient la même année un rôle sur Broadway dans Dodsworth, une adaptation scénique du roman de Sinclair Lewis. En 1938, elle tient le premier rôle dans le film White Banners et un second dans L'Insoumise (Jezebel) qui lui valent d'être nommée la même année respectivement pour l'Oscar de la meilleure actrice et l'Oscar de la meilleure actrice dans un second rôle. Elle remporte ce dernier. Elle est également connue pour son incarnation de Mrs. Gibbs dans le film Une petite ville sans histoire (Our Town) en 1940 et pour Melissa Frake dans la comédie musicale La Foire aux illusions (State Fair) en 1945. Elle est de nouveau nommée dans la catégorie de l'Oscar de la meilleure actrice dans un second rôle en 1961 pour son interprétation de Mrs. Amelia Tilford dans La Rumeur (The Children's Hour) de William Wyler.
Sa nièce Dorothy Burgess était une actrice de Hollywood.

## Filmographie

### Cinéma
- 1934 : This Side of Heaven de William K. Howard : Francene Turner
- 1937 : Michel Strogoff (The Soldier and the Lady) de George Nichols Jr. : la mère de Strogoff
- 1937 : Pour un baiser (Quality street) de George Stevens : Susan Throssel
- 1937 : Place aux jeunes (Make Way for Tomorrow) de Leo McCarey : Anita Cooper
- 1938 : White Banners d'Edmund Goulding : Hannah Parmalee
- 1938 : L'Insoumise (Jezebel) de William Wyler : Tante Belle
- 1938 : Mother Carey's Chickens de Rowland V. Lee : Mrs. Margaret Carey
- 1938 : The Arkansas Traveler d'Alfred Santell : Mrs. Martha Allen
- 1938 : L'Ensorceleuse (The Shining Hour) de Frank Borzage : Hannah Linden
- 1939 : Le Printemps de la vie (Yes, My Darling Daughter) de William Keighley : Ann 'Annie' Murray
- 1939 : The Lady and the Mob de Benjamin Stoloff : Hattie Leonard
- 1939 : Daughters Courageous de Michael Curtiz : Nancy 'Nan' Masters
- 1939 : Our Neighbors - The Carters de Ralph Murphy : Ellen Carter
- 1940 : La Jeunesse d'Edison (Young Tom Edison) de Norman Taurog : Mrs. Samuel 'Nancy' Edison
- 1940 : Une petite ville sans histoire (Our Town) de Sam Wood : Mrs. Julia Hersey Gibbs
- 1940 : A Bill of Divorcement, de John Farrow : Margaret 'Meg' Fairfield
- 1940 : Maryland de Henry King : Charlotte Danfield
- 1941 : Débuts à Broadway (Babes on Broadway) de Busby Berkeley : Miss 'Jonesy' Jones
- 1942 : La Femme de l'année (Woman of the Year) de George Stevens : Ellen Whitcomb
- 1942 : The War Against Mrs. Hadley de Harold S. Bucquet : Stella Hadley
- 1942 : Journey for Margaret de W.S. Van Dyke : Trudy Strauss
- 1942 : Mrs. Wiggs of the Cabbage Patch (en) de Ralph Murphy : Mrs. Elvira Wiggs
- 1943 : Et la vie continue (The Human Comedy) de Clarence Brown : Mrs. Macauley
- 1943 : Lily Mars vedette (Presenting Lily Mars) de Norman Taurog : Mrs. Mimi Thornway
- 1943 : Salute to the Marines (en) de S. Sylvan Simon : Jennie Bailey
- 1943 : Cry Havoc, de Richard Thorpe : Captain Alice Marsh
- 1944 : Le Corps céleste (The Heavenly Body) d'Alexander Hall : Margaret Sibyll
- 1944 : Eaux dormantes (Dark Waters) de André De Toth : Tante Emily
- 1944 : Trois c'est une famille (Three Is a Family) d'Edward Ludwig : Frances Whittaker
- 1945 : La Foire aux illusions (State Fair) de Walter Lang : Melissa Frake
- 1946 : Le Laitier de Brooklyn (The Kid from Brooklyn) de Norman Z. McLeod : Mrs. E. Winthrop LeMoyne
- 1946 : Le Traître du Far-West (The Virginian) de Stuart Gilmore : Mrs. Taylor
- 1947 : Le Repaire du forçat (Deep Valley) de Jean Negulesco : Ellie Saul
- 1947 : La Vie secrète de Walter Mitty (The Secret Life of Walter Mitty) de Norman Z. McLeod : Mrs. Eunice Mitty
- 1948 : Give My Regards to Broadway de Lloyd Bacon : Fay Norwick
- 1948 : La Mariée du dimanche (June Bride) de Bretaigne Windust : Paula Winthrop
- 1951 : Close to My Heart de William Keighley : Mrs. Morrow
- 1953 : Le Général invincible (The President's Lady) de Henry Levin : Mrs. Donaldson
- 1961 : La Rumeur (The Children's Hour) de William Wyler : Mrs. Amelia Tilford

### Télévision
- 1960 : Thriller (série)
- 1962 : The Donna Reed Show (série)
- 1965 : Suspicion (série)

### Récompenses
- Oscar de la meilleure actrice dans un second rôle pour L'Insoumise de William Wyler